# NHL 4 Nations Face-Off
| Centre Bell. |  | TD Garden. |
| Centre Bell. |  | TD Garden. |

NHL 4 Nations Face-Off var ett sportarrangemang för fyra ishockeylandslag som arrangerades av den nordamerikanska professionella ishockeyligan National Hockey League (NHL). Turneringen spelades den 12–20 februari 2025 i två nordamerikanska städer – Boston i Massachusetts i USA (TD Garden) och Montréal i Québec i Kanada (Centre Bell).
De deltagande landslagen var Finland, Kanada, Sverige och USA, nationer som alla hade ett stort antal spelare i NHL. Landslagstrupperna hade totalt 23 ishockeyspelare, varav tre av dessa var ishockeymålvakter. Samtliga ishockeyspelare hade giltiga NHL-kontrakt för säsongen 2024–2025 och var med i någon av NHL-trupperna vid deadlinen den 2 december 2024. 
I och med denna turnering arrangerade inte NHL sin årliga uppvisningsmatch All-Star Game under aktuell säsong. I januari 2025 köpte Viaplay de svenska sändningsrättigheterna till tävlingen.

## Lagen
Trupperna presenterades i slutet av november 2024, men sex av spelarna för vardera landslag presenterades redan under sommaren 2024.
C = Lagkapten | A = Assisterande lagkapten.
| Finland - General manager - Jere Lehtinen - Tränare - Antti Pennanen - Målvakter - Kevin Lankinen (Canucks) - Ukko-Pekka Luukkonen (Sabres) - Juuse Saros (Predators) - Backar - Henri Jokiharju (Sabres) - Esa Lindell (Stars) - Nikolas Matinpalo (Senators) - Niko Mikkola (Panthers) - Olli Määttä (Utah) - Urho Vaakanainen (Rangers) - Juuso Välimäki (Utah) - Forwards - Sebastian Aho (A) (Hurricanes) - Joel Armia (Canadiens) - Aleksandr Barkov, Jr. (C) (Panthers) - Mikael Granlund (A) (Stars) - Erik Haula (Devils) - Roope Hintz (Stars) - Kaapo Kakko (Kraken) - Patrik Laine (Canadiens) - Artturi Lehkonen (Avalanche) - Anton Lundell (Panthers) - Eetu Luostarinen (Panthers) - Mikko Rantanen (A) (Hurricanes) - Teuvo Teräväinen (Blackhawks) | Kanada - General manager - Don Sweeney (Bruins) - Tränare - Jon Cooper (Lightning) - Målvakter - Jordan Binnington (Blues) - Adin Hill (Golden Knights) - Sam Montembeault (Canadiens) - Backar - Drew Doughty (Kings) - Thomas Harley (Stars) - Cale Makar (A) (Avalanche) - Josh Morrissey (Jets) - Colton Parayko (Blues) - Travis Sanheim (Flyers) - Shea Theodore (Golden Knights) - Devon Toews (Avalanche) - Forwards - Sam Bennett (Panthers) - Anthony Cirelli (Lightning) - Sidney Crosby (C) (Penguins) - Brandon Hagel (Lightning) - Seth Jarvis (Hurricanes) - Travis Konecny (Flyers) - Nathan MacKinnon (Avalanche) - Brad Marchand (Bruins) - Mitch Marner (Maple Leafs) - Connor McDavid (A) (Oilers) - Brayden Point (Lightning) - Sam Reinhart (Panthers) - Mark Stone (Golden Knights) | Sverige - General manager - Josef Boumedienne - Tränare - Sam Hallam - Målvakter - Samuel Ersson (Flyers) - Filip Gustavsson (Wild) - Linus Ullmark (Senators) - Backar - Rasmus Andersson (Flames) - Jonas Brodin (Wild) - Rasmus Dahlin (Sabres) - Mattias Ekholm (A) (Oilers) - Gustav Forsling (Panthers) - Victor Hedman (C) (Lightning) - Erik Karlsson (A) (Penguins) - Forwards - Viktor Arvidsson (Oilers) - Jesper Bratt (Devils) - Leo Carlsson (Ducks) - Joel Eriksson Ek (Wild) - Filip Forsberg (Predators) - Adrian Kempe (Kings) - Elias Lindholm (Bruins) - William Nylander (A) (Maple Leafs) - Gustav Nyquist (Predators) - Elias Pettersson (Canucks) - Rickard Rakell (Penguins) - Lucas Raymond (Red Wings) - Mika Zibanejad (Rangers) | USA - General manager - Bill Guerin (Wild) - Tränare - Mike Sullivan (Penguins) - Målvakter - Connor Hellebuyck (Jets) - Jake Oettinger (Stars) - Jeremy Swayman (Bruins) - Backar - Brock Faber (Wild) - Adam Fox (Rangers) - Noah Hanifin (Golden Knights) - Charlie McAvoy (A) (Bruins) - Jake Sanderson (Senators) - Jaccob Slavin (Hurricanes) - Zach Werenski (Blue Jackets) - Forwards - Matt Boldy (Wild) - Kyle Connor (Jets) - Jack Eichel (A) (Golden Knights) - Jake Guentzel (Lightning) - Jack Hughes (Devils) - Chris Kreider (Rangers) - Dylan Larkin (Red Wings) - Auston Matthews (C) (Maple Leafs) - J.T. Miller (Rangers) - Brock Nelson (Islanders) - Brady Tkachuk (Senators) - Matthew Tkachuk (A) (Panthers) - Vincent Trocheck (Rangers) |

## Spelschema och resultat
Totalt spelades det sju matcher, inklusive en finalmatch, under turneringens gång. Inledningsvis mötte alla lagen varandra om avgörande poäng. De två lag som slutligen fått med sig flest poäng möts på nytt i finalen. Då mötena spelades i Nordamerika äger matcherna rum nattetid för den svenska publiken.

### Grundserien
| 0001 | 12 februari 2025 | Sverige | 3 – 4 (efter förlängning) | Kanada | Centre Bell | |
|      |                  | Första perioden: — Andra perioden: Jonas Brodin (09:33) Assists: Hedman, Raymond Tredje perioden: Adrian Kempe (01:54) Assists: Karlsson, Ekholm Joel Eriksson Ek (08:59) Assists: Bratt, Ryamond Förlängning — | Rapport Källa:            | Första perioden: (00:56) (PP) Nathan MacKinnon Assists: Crosby, McDavid (13:15) Brad Marchand Assists: Point, Jarvis Andra perioden: (17:28) Mark Stone Assist: Crosby Tredje perioden: — Förlängning (06:06) Mitch Marner Assist: Crosby | Montréal, Québec, Kanada Publik: 21 105 Domare: Gord Dwyer, Chris Rooney Linjedomare: Scott Cherrey, Ryan Daisy | Montréal, Québec, Kanada Publik: 21 105 Domare: Gord Dwyer, Chris Rooney Linjedomare: Scott Cherrey, Ryan Daisy |
|      |                  | |                           | | Montréal, Québec, Kanada Publik: 21 105 Domare: Gord Dwyer, Chris Rooney Linjedomare: Scott Cherrey, Ryan Daisy | Montréal, Québec, Kanada Publik: 21 105 Domare: Gord Dwyer, Chris Rooney Linjedomare: Scott Cherrey, Ryan Daisy |
|      |                  | |                           | | Montréal, Québec, Kanada Publik: 21 105 Domare: Gord Dwyer, Chris Rooney Linjedomare: Scott Cherrey, Ryan Daisy | Montréal, Québec, Kanada Publik: 21 105 Domare: Gord Dwyer, Chris Rooney Linjedomare: Scott Cherrey, Ryan Daisy |

| 0002 | 13 februari 2025 | Finland                                                                                                 | 1 – 6          | USA | Centre Bell | |
|      |                  | Första perioden: Henri Jokiharju (07:31) Assists: Granlund, Määttä Andra perioden: — Tredje perioden: — | Rapport Källa: | Första perioden: (10:21) Brady Tkachuk Assists: Boldy, Werenski Andra perioden: (17:04) Matt Boldy Assists: Faber, Connor Tredje perioden: (00:15) (PP) Matthew Tkachuk Assists: Werenski, Guentzel (00:26) Jake Guentzel Assists: Matthews, Hughes (03:00) Brady Tkachuk Assists: Eichel, M. Tkachuk (11:13) (PP) Matthew Tkachuk Assists: Werenski, Eichel | Montréal, Québec, Kanada Publik: 21 105 Domare: Jean Hebert, Wes McCauley Linjedomare: Kiel Murchison, Jonny Murray | Montréal, Québec, Kanada Publik: 21 105 Domare: Jean Hebert, Wes McCauley Linjedomare: Kiel Murchison, Jonny Murray |
|      |                  | |                | | Montréal, Québec, Kanada Publik: 21 105 Domare: Jean Hebert, Wes McCauley Linjedomare: Kiel Murchison, Jonny Murray | Montréal, Québec, Kanada Publik: 21 105 Domare: Jean Hebert, Wes McCauley Linjedomare: Kiel Murchison, Jonny Murray |
|      |                  | |                | | Montréal, Québec, Kanada Publik: 21 105 Domare: Jean Hebert, Wes McCauley Linjedomare: Kiel Murchison, Jonny Murray | Montréal, Québec, Kanada Publik: 21 105 Domare: Jean Hebert, Wes McCauley Linjedomare: Kiel Murchison, Jonny Murray |

| 0003 | 15 februari 2025 | Sverige | 3 – 4 (efter förlängning) | Finland | Centre Bell | |
|      |                  | Första perioden: Mika Zibanejad (08:35) Andra perioden: Rasmus Dahlin (05:06) Assists: Eriksson Ek, Raymond Erik Karlsson (10:32) Assist: Nylander Tredje perioden: — Förlängning: — | Rapport Källa:            | Första perioden: (10:58) Anton Lundell Assists: Luostarinen, Laine (19:46) (PP) Mikko Rantanen Assists: Laine, Aho Andra perioden: (10:58) Aleksandr Barkov, Jr. Assists: Kakko, Määttä Tredje perioden: — Förlängning: (01:49) Mikael Granlund Assist: Mikkola | Montréal, Québec, Kanada Publik: 19 724 Domare: Wes McCauley, Chris Rooney Linjedomare: Scott Cherrey, Jonny Murray | Montréal, Québec, Kanada Publik: 19 724 Domare: Wes McCauley, Chris Rooney Linjedomare: Scott Cherrey, Jonny Murray |
|      |                  | |                           | | Montréal, Québec, Kanada Publik: 19 724 Domare: Wes McCauley, Chris Rooney Linjedomare: Scott Cherrey, Jonny Murray | Montréal, Québec, Kanada Publik: 19 724 Domare: Wes McCauley, Chris Rooney Linjedomare: Scott Cherrey, Jonny Murray |
|      |                  | |                           | | Montréal, Québec, Kanada Publik: 19 724 Domare: Wes McCauley, Chris Rooney Linjedomare: Scott Cherrey, Jonny Murray | Montréal, Québec, Kanada Publik: 19 724 Domare: Wes McCauley, Chris Rooney Linjedomare: Scott Cherrey, Jonny Murray |

| 0004 | 15 februari 2025 | Kanada | 1 – 3          | USA | Centre Bell | |
|      |                  | Första perioden: Connor McDavid (05:31) Assists: Doughty, Binnington Andra perioden: — Tredje perioden: — | Rapport Källa: | Första perioden: (10:15) Jake Guentzel Assists: Eichel, Werenski Andra perioden: (13:33) Dylan Larkin Assist: Boldy Tredje perioden: (18:41) Jake Guentzel Assists: Larkin, Faber | Montréal, Québec, Kanada Publik: 21 105 Domare: Gord Dwyer, Jean Hebert Linjedomare: Ryan Daisy, Kiel Murchison | Montréal, Québec, Kanada Publik: 21 105 Domare: Gord Dwyer, Jean Hebert Linjedomare: Ryan Daisy, Kiel Murchison |
|      |                  | |                | | Montréal, Québec, Kanada Publik: 21 105 Domare: Gord Dwyer, Jean Hebert Linjedomare: Ryan Daisy, Kiel Murchison | Montréal, Québec, Kanada Publik: 21 105 Domare: Gord Dwyer, Jean Hebert Linjedomare: Ryan Daisy, Kiel Murchison |
|      |                  | |                | | Montréal, Québec, Kanada Publik: 21 105 Domare: Gord Dwyer, Jean Hebert Linjedomare: Ryan Daisy, Kiel Murchison | Montréal, Québec, Kanada Publik: 21 105 Domare: Gord Dwyer, Jean Hebert Linjedomare: Ryan Daisy, Kiel Murchison |

| 0005 | 17 februari 2025 | Finland | 3 – 5          | Kanada | TD Garden | |
|      |                  | Första perioden: — Andra perioden: — Tredje perioden: Esa Lindell (13:19) Assist: Lehkonen Mikael Granlund (18:20) Assist: Laine Mikael Granlund (18:43) Assists: Barkov, Aho | Rapport Källa: | Första perioden: (04:13) Connor McDavid (04:59) Nathan MacKinnon Assists: Reinhart, Hagel (13:02) Brayden Point Assists: Sanheim, McDavid Andra perioden: (05:03) Nathan MacKinnon Assists: Crosby, Reinhart Tredje perioden: (19:04) Sidney Crosby Assist: Reinhart | Boston, Massachusetts, USA Publik: 17 238 Domare: Jean Hebert, Chris Rooney Linjedomare: Scott Cherrey, Kiel Murchison | Boston, Massachusetts, USA Publik: 17 238 Domare: Jean Hebert, Chris Rooney Linjedomare: Scott Cherrey, Kiel Murchison |
|      |                  | |                | | Boston, Massachusetts, USA Publik: 17 238 Domare: Jean Hebert, Chris Rooney Linjedomare: Scott Cherrey, Kiel Murchison | Boston, Massachusetts, USA Publik: 17 238 Domare: Jean Hebert, Chris Rooney Linjedomare: Scott Cherrey, Kiel Murchison |
|      |                  | |                | | Boston, Massachusetts, USA Publik: 17 238 Domare: Jean Hebert, Chris Rooney Linjedomare: Scott Cherrey, Kiel Murchison | Boston, Massachusetts, USA Publik: 17 238 Domare: Jean Hebert, Chris Rooney Linjedomare: Scott Cherrey, Kiel Murchison |

| 0006 | 17 februari 2025 | USA                                                                                                   | 1 – 2          | Sverige | TD Garden | |
|      |                  | Första perioden: Chris Kreider (00:35) Assists: Werenski, Eichel Andra perioden: — Tredje perioden: — | Rapport Källa: | Första perioden: (13:39) Gustav Nyquist Assists: Karlsson, Arvidsson (19:04) Jesper Bratt Assist: Nylander Andra perioden: — Tredje perioden: — | Boston, Massachusetts, USA Publik: 17 850 Domare: Gord Dwyer, Wes McCauley (skadad), Pierre Lambert Linjedomare: Ryan Daisy, Jonny Murray | Boston, Massachusetts, USA Publik: 17 850 Domare: Gord Dwyer, Wes McCauley (skadad), Pierre Lambert Linjedomare: Ryan Daisy, Jonny Murray |
|      |                  | |                | | Boston, Massachusetts, USA Publik: 17 850 Domare: Gord Dwyer, Wes McCauley (skadad), Pierre Lambert Linjedomare: Ryan Daisy, Jonny Murray | Boston, Massachusetts, USA Publik: 17 850 Domare: Gord Dwyer, Wes McCauley (skadad), Pierre Lambert Linjedomare: Ryan Daisy, Jonny Murray |
|      |                  | |                | | Boston, Massachusetts, USA Publik: 17 850 Domare: Gord Dwyer, Wes McCauley (skadad), Pierre Lambert Linjedomare: Ryan Daisy, Jonny Murray | Boston, Massachusetts, USA Publik: 17 850 Domare: Gord Dwyer, Wes McCauley (skadad), Pierre Lambert Linjedomare: Ryan Daisy, Jonny Murray |

|         | S | V | ÖV | ÖF | F | GM | IM | MS | P |
| ------- | - | - | -- | -- | - | -- | -- | -- | - |
| USA     | 3 | 2 | 0  | 0  | 1 | 10 | 4  | +6 | 6 |
| Kanada  | 3 | 1 | 1  | 0  | 1 | 10 | 9  | +1 | 5 |
| Sverige | 3 | 1 | 0  | 2  | 0 | 8  | 9  | –1 | 5 |
| Finland | 3 | 0 | 1  | 0  | 2 | 8  | 14 | –6 | 2 |

### Finalen
| 0007 | 20 februari 2025 | USA | 2 – 3 (efter förlängning) | Kanada | TD Garden | |
|      |                  | Första perioden: Brady Tkachuk (16:52) Assist: Matthews Andra perioden: Jake Sanderson (07:32) Assists: Matthews, Werenski Tredje perioden: — Förlängning: — | Rapport Källa:            | Första perioden: (04:48) Nathan MacKinnon Assists: Harley, Reinhart Andra perioden: (14:00) Sam Bennett Assist: Marner Tredje perioden: — Förlängning: (08:18) Connor McDavid Assists: Marner, Makar | Boston, Massachusetts, USA Publik: 17 850 Domare: Gord Dwyer, Chris Rooney Linjedomare: Scott Cherrey, Jonny Murray | Boston, Massachusetts, USA Publik: 17 850 Domare: Gord Dwyer, Chris Rooney Linjedomare: Scott Cherrey, Jonny Murray |
|      |                  | |                           | | Boston, Massachusetts, USA Publik: 17 850 Domare: Gord Dwyer, Chris Rooney Linjedomare: Scott Cherrey, Jonny Murray | Boston, Massachusetts, USA Publik: 17 850 Domare: Gord Dwyer, Chris Rooney Linjedomare: Scott Cherrey, Jonny Murray |
|      |                  | |                           | | Boston, Massachusetts, USA Publik: 17 850 Domare: Gord Dwyer, Chris Rooney Linjedomare: Scott Cherrey, Jonny Murray | Boston, Massachusetts, USA Publik: 17 850 Domare: Gord Dwyer, Chris Rooney Linjedomare: Scott Cherrey, Jonny Murray |